# Schleifrillen von Foteviken

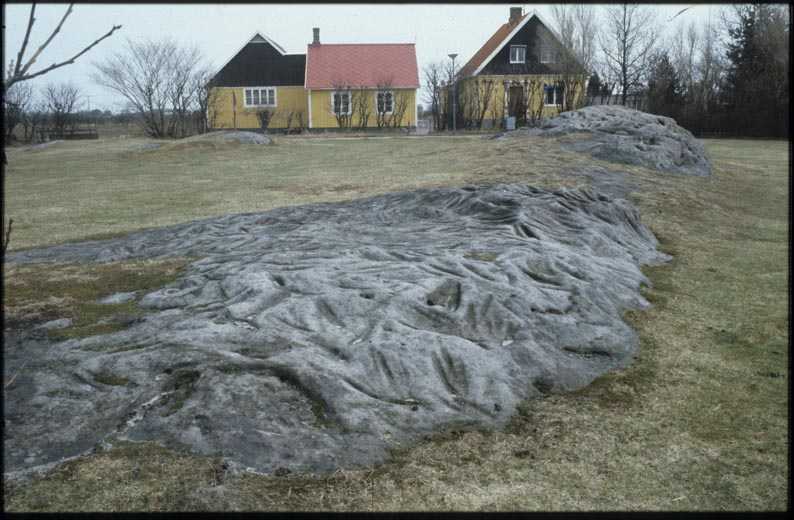
Schleifrillen von Foteviken

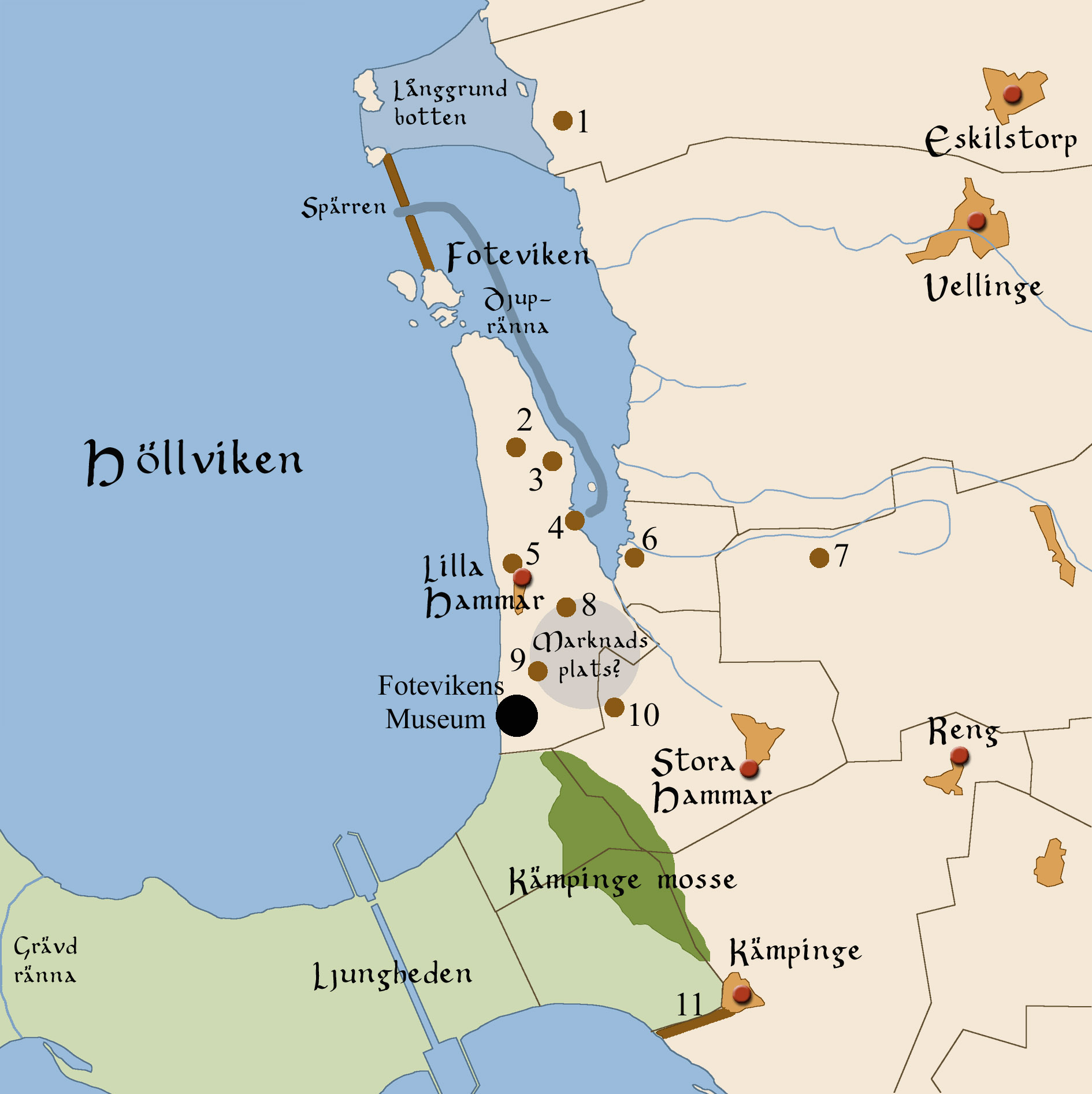
Lage von Foteviken

Die Schleifrillen von Foteviken in Viken (Höganäs kommun) in Schonen in Schweden liegen auf zwei benachbarten Aufschlussplatten. Der größere Aufschluss ist einen Meter hoch und hat 60 Schleifrillen (schwed. sliprännor oder slipskåror), eine Länge von mehr als zwei Metern und relativ steile Seiten. Der andere ist kleiner und niedriger und hat 11 Schleifrillen. Das Material ist relativ poröser Sandstein, der jedoch deutlich fester ist als der der Schleifrillen von Gantofta.
Die Rillen, wie vermutlich auch die von Gantofta, wurden durch rotierende Räder erzeugt, die eine Kontaktfläche von mindestens vier Zentimeter Breite hatten. Heute glaubt man, dass insbesondere die gekrümmten Rinnen, aber vermutlich auch die geraden, Spuren von Kulthandlungen sind, die religiöse oder magische Bedeutung hatten.
Beim Ort befindet sich das Fotevikens Museum.